# 유계현
유계현(柳桂鉉, 1958년 2월 18일~)은 대한민국의 정치인이다. 진주시의원, 경상남도의원을 지냈다.

## 학력
- 사봉국민학교 졸업
- 대아중학교 졸업
- 대아고등학교 졸업
- 경남대학교 정치학사 졸업
- 중앙대학교 사회개발대학원 지역사회개발학과 졸업

## 경력
- 육군 병장 제대
- 진양청년회의소(JC)회장
- 제1·2·3대 사봉청년회 회장
- 한나라당 경남도당 진주시 지방의원 협의회 회장
- 진주시 58년 무술생 연합회 회장
- 월아로타리회장
- 대아고등학교 총동창회 부회장
- 대아고등학교 총동창회 자문위원
- 진주경찰서 청소년 지도위원
- 진주시 내고장사랑하기 범시민운동추진협의회위원
- 사봉초등학교 운영위원장
- 주식회사 장자 대표이사
- 2002.07 ~ 2003.09 제4대 경상남도 진주시의회 의원
  - 2002.07 ~ 2003.09 제4대 경상남도 진주시의회 전반기 의회운영위원회 위원
  - 2002.07 ~ 2003.09 제4대 경상남도 진주시의회 전반기 사회산업위원회 위원
  - 2002.07 ~ 2003.09 제4대 경상남도 진주시의회 전반기 예산결산특별위원회 위원
  - 2003.06 ~ 2003.06 제4대 경상남도 진주시의회 기획총무위원회 행정사무감사 위원
- 2003.10 ~ 2006.06 제4대 경상남도 진주시의회 의원
  - 2003.10 ~ 2004.07 제4대 경상남도 진주시의회 전반기 의회운영위원회 위원
  - 2003.10 ~ 2004.07 제4대 경상남도 진주시의회 전반기 사회산업위원회 위원
  - 2003.10 ~ 2004.07 제4대 경상남도 진주시의회 전반기 예산결산특별위원회 위원
  - 2004.06 ~ 2004.06 제4대 경상남도 진주시의회 사회산업위원회 행정사무감사 위원
  - 2004.07 ~ 2006.06 제4대 경상남도 진주시의회 후반기 경제건설위원회 위원
  - 2004.07 ~ 2006.06 제4대 경상남도 진주시의회 후반기 의회운영위원회 위원
  - 2004.07 ~ 2006.06 제4대 경상남도 진주시의회 후반기 예산결산특별위원회 위원
  - 2004.07 ~ 2006.06 제4대 경상남도 진주시의회 후반기 사회산업위원회 위원
- 2006.07 ~ 2010.06 제5대 경상남도 진주시의회 의원
  - 2006.07 ~ 2008.07 제5대 경상남도 진주시의회 전반기 경제건설위원회 위원
  - 2006.07 ~ 2008.07 제5대 경상남도 진주시의회 전반기 사회산업위원회 위원
  - 2006.07 ~ 2008.07 제5대 경상남도 진주시의회 전반기 예산결산특별위원회 위원장
  - 2006.11 ~ 2006.12 제5대 경상남도 진주시의회 경제건설위원회 행정사무감사 위원
- 제17대 대통령 선거 이명박 후보 지역특별보좌역
  - 2007.11 ~ 2007.12 제5대 경상남도 진주시의회 경제건설위원회 행정사무감사 위원
  - 2008.07 ~ 2010.06 제5대 경상남도 진주시의회 후반기 경제건설위원회 위원
  - 2008.07 ~ 2010.06 제5대 경상남도 진주시의회 후반기 예산결산특별위원회 위원
  - 2008.11 ~ 2008.12 제5대 경상남도 진주시의회 경제건설위원회 행정사무감사 위원
  - 2009.11 ~ 2009.12 제5대 경상남도 진주시의회 경제건설위원회 행정사무감사 위원
- 2010.07 ~ 2014.06 제6대 경상남도 진주시의회 의원
  - 2010.07 ~ 2012.07 제6대 경상남도 진주시의회 전반기 기획총무위원회 위원
  - 2010.07 ~ 2012.07 제6대 경상남도 진주시의회 전반기 예산결산특별위원회 위원장
  - 2010.11 ~ 2010.12 제6대 경상남도 진주시의회 기획총무위원회 행정사무감사 위원
  - 2011.11 ~ 2011.12 제6대 경상남도 진주시의회 기획경제위원회 행정사무감사 위원
  - 2012.07 ~ 2014.06 제6대 경상남도 진주시의회 후반기 의장
- 새누리당 전국위원
- 제18대 대통령 선거 박근혜 후보 중앙선거대책위원회 조직총괄본부 기초의원 진주시 본부장
- 자유한국당 경남도당 부위원장
- 제19대 대통령 선거 자유한국당 홍준표 후보 지역특별보좌역
- 법무보호복지공단 경남서부지소 연합회장
- 문화메탈주식회사 이사
- 2020.04 ~ 2022.06 제11대 경상남도의회 의원
  - 2020.04 ~ 2020.07 제11대 경상남도의회 전반기 건설소방위원회 위원
  - 2020.07 ~ 2022.06 제11대 경상남도의회 후반기 예산결산특별위원회 위원
- 2022.07 ~ 제12대 경상남도의회 의원
  - 2022.07 ~ 2024.06 제12대 경상남도의회 전반기 경제환경위원회 위원
  - 2022.07 ~ 2024.06 제12대 경상남도의회 전반기 예산결산특별위원회 위원
  - 2024.07 ~ 제12대 경상남도의회 후반기 부의장
  - 2024.07 ~ 제12대 경상남도의회 후반기 문화복지위원회 위원

## 역대 선거 결과
|  | 65.21% |

|  | 0% |

|  | 27.06% |

|  | 22.66% |

|  | 58.62% |

|  | 0% |